# Оппозитный двигатель

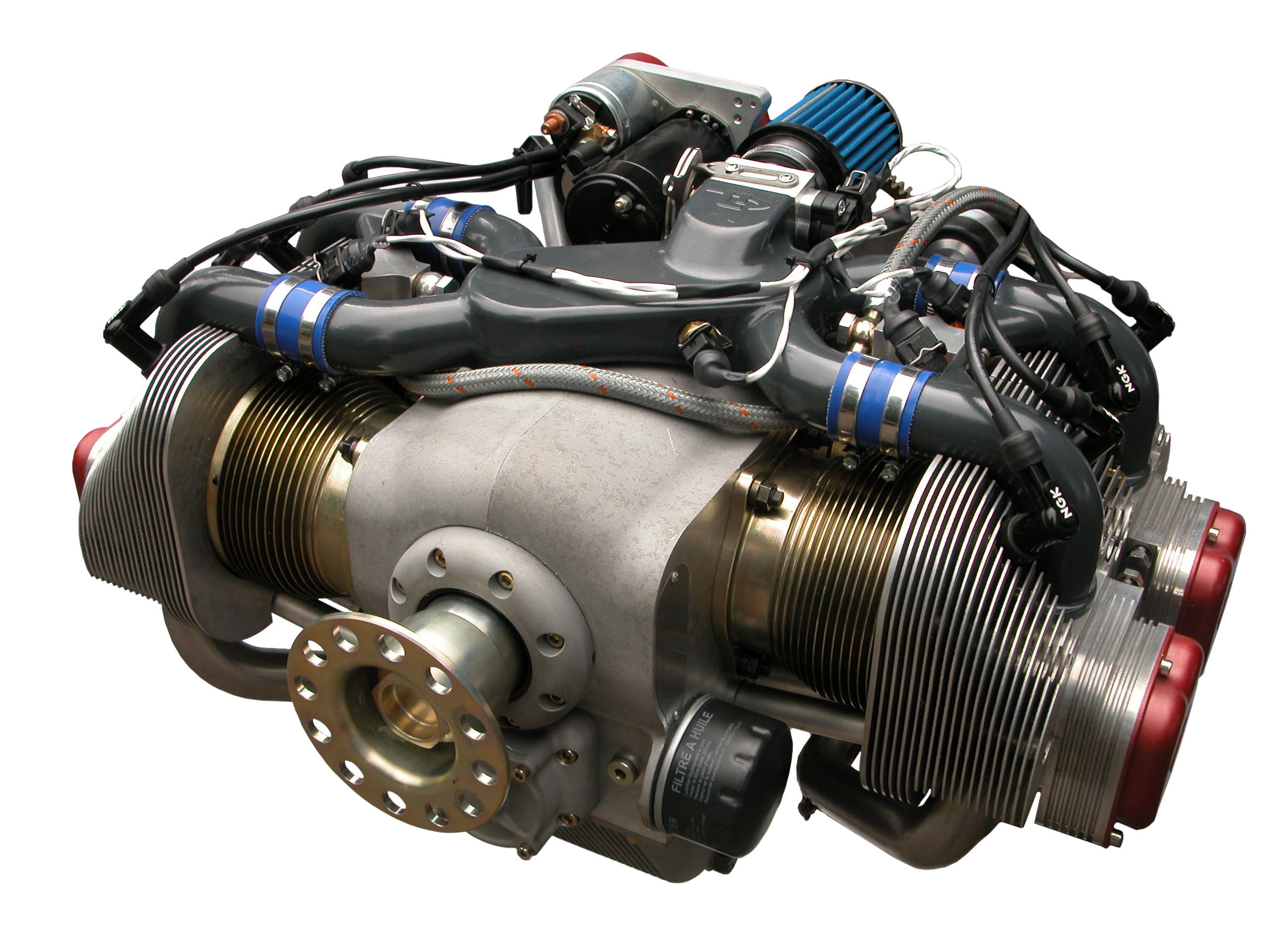
Двигатель UL260i

Оппозитный двигатель — поршневой двигатель внутреннего сгорания, в котором угол между рядами цилиндров составляет 180 градусов, а противостоящие поршни двигаются зеркально по отношению друг к другу (одновременно достигают верхней мёртвой точки). Следует отличать от V-образного двигателя с развалом цилиндров 180 градусов, в котором поршни двигаются поступательно.
Оппозитный двигатель имеет более низкий центр тяжести, нежели двигатель, в котором цилиндры расположены вертикально или под углом; кроме того, оппозитное движение поршней позволяет им взаимно нейтрализовывать вибрации.

Различие между оппозитным (вверху) и V-образным с углом развала цилиндров 180 градусов (внизу) двигателями

Схема работы двигателя

Наиболее широкое распространение оппозитный двигатель получил в модели Volkswagen Käfer, выпущенной за годы производства (с 1938 по 2003 год) в количестве 21 529 464 штук.
Компания Porsche с самого основания использует 4-цилиндровые двигатели, производные от Kafer (также разработки Порше), а затем (с 1963 г.) 6-цилиндровые в большинстве своих спортивных и гоночных моделей, таких как Porsche 911, Porsche Boxster и другие. Компания Porsche в своих автомобилях применяет оппозитные двигатели, которые маркируются названием Boxer.

Также устанавливался на румынские автомобили Oltcit Club, с 1987 по 1993 годы. В производстве мотоциклов оппозитные двигатели нашли широкое применение в моделях фирмы BMW и Honda, а также в советских тяжёлых мотоциклах «Урал» и «Днепр».
Оппозитный двигатель устанавливался на некоторых моделях марки Alfa Romeo.
Гоночные машины Феррари (312В и 312Т) имели оппозитные 12-цилиндровые двигатели с 1970 по 1981 год, дорожные (модели 365GTB4/BB и производные) — с 1973 по 1996 годы.